# Кулово (Тверська область)
Кулово (рос. Кулово) — присілок в Бежецькому районі Тверської області Російської Федерації.
Населення становить 38 осіб. Входить до складу муніципального утворення Житищенське сільське поселення.

## Історія
Від 2005 року входить до складу муніципального утворення Житищенське сільське поселення.

## Населення
| 2008 | 2010 |
| ---- | ---- |
| 37   | ↗38  |